# Sobre o Rigor da Ciência
"Sobre o Rigor da Ciência" (o título original em espanhol é "Del rigor en la ciencia") é um conto de um parágrafo escrito em 1946 por Jorge Luis Borges sobre a relação mapa-território, escrito na forma de uma falsificação literária.

## Enredo
A história de Borges, creditada ficcionalmente como uma citação de "Suárez Miranda, Viajes de varones prudentes, Libro IV, Cap. XLV, Lérida, 1658 ", imagina um império onde a ciência da cartografia se torna tão exata que somente um mapa da mesma escala do próprio império bastará. "As gerações anteriores ... vieram julgar um mapa de tal magnitude complicado... Nos desertos ocidentais, fragmentos esfarrapados do mapa ainda podem ser encontrados, abrigando uma besta ou mendigo ocasional. . ."

## História de publicação
A história foi publicada pela primeira vez na edição de março de 1946 de Los Anales de Buenos Aires, ano 1, no. 3 como parte de uma peça chamada "Museo" sob o nome de B. Lynch Davis, um pseudônimo conjunto de Borges e Adolfo Bioy Casares ; essa peça foi creditada como obra de "Suarez Miranda". Foi coletada mais tarde naquele ano na segunda edição argentina de 1946 da Historia universal de la infamia de Borges (Uma História Universal da Infâmia). Ele não está mais incluído nas edições atuais em espanhol da Historia universal de la infamia, visto que desde 1961 ele aparece como parte do El hacedor.
Os nomes "B. Lynch Davis" e "Suarez Miranda" seriam combinados posteriormente em 1946 para formar outro pseudônimo, B. Suarez Lynch, sob o qual Borges e Bioy Casares publicaram Un modelo para la muerte, uma coleção de ficção policial.

## Influências e legado
A história desenvolve um conceito em Sylvie and Bruno Concluded de Lewis Carroll : um mapa fictício que tinha "a escala de uma milha por milha". Um dos personagens de Carroll observa algumas dificuldades práticas com este mapa e afirma que "agora usamos o próprio país, como seu próprio mapa, e asseguro-lhes que faz quase tão bem".

"What a useful thing a pocket-map is!" I remarked.
"That's another thing we've learned from your Nation," said Mein Herr, "map-making. But we've carried it much further than you. What do you consider the largest map that would be really useful?"
"About six inches to the mile."
"Only six inches!" exclaimed Mein Herr. "We very soon got to six yards to the mile. Then we tried a hundred yards to the mile. And then came the grandest idea of all ! We  actually made a map of the country, on the scale of a mile to the mile!"
"Have you used it much?" I enquired.
"It has never been spread out, yet," said  Mein Herr: "the farmers objected: they said it would cover the whole country, and shut out the sunlight ! So we now use the country itself, as its own map, and I assure you it does nearly as well."

from Lewis Carroll, Sylvie and Bruno Concluded, Chapter XI, London, 1895
Umberto Eco ampliou o tema, citando o parágrafo de Borges como epígrafe de seu conto "Sobre a impossibilidade de desenhar um mapa do império na escala de 1 a 1." Foi coletado em Eco's How to Travel with a Salmon & Other Essays .